# Strada statale 734 di Petina
La strada statale 734 di Petina (SS 734) è una strada statale italiana che collega l'A2 Salerno-Reggio Calabria con la rete stradale nazionale, all'interno dei comuni di Petina e Sicignano degli Alburni.

## Percorso
La strada ha origine dallo svincolo di Petina sull'autostrada A2. Si presenta a carreggiata unica e termina sulla strada statale 19 delle Calabrie non lontano dalla ormai inutilizzata stazione di Petina, dopo un percorso di 1,841 km. La strada rappresenta una variante al preesistente collegamento rappresentato dalla SP 35, caratterizzata da una carreggiata più stretta e meno lineare.
Concepita all'interno delle opere di adeguamento dell'A2, nel 2015 ha ottenuto la classificazione attuale quale strada statale col seguente itinerario "Svincolo di Petina con l'A3 - Innesto con la S.S. n. 19 (km 41+900)", modificato poi nel corso del 2017 in "Svincolo di Petina con l'A2 - Innesto con la S.S. n. 19 (km 41+900)" con l'istituzione dell'A2 Salerno-Reggio Calabria.